# کورناس
کورناس (به فرانسوی: Cornas) یک کمون در فرانسه است که در canton of Saint-Péray واقع شده‌است. کورناس ۸٫۳۳ کیلومتر مربع مساحت دارد.